# Air Force One
|  | Aquest article tracta de l'avió; per a la pel·lícula de Wolfgang Petersen, vegeu l'article Air Force One (pel·lícula) |

Air Force One és el nom oficial que rep en el sistema de control aeri qualsevol aparell de vol de la Força Aèria dels Estats Units que porti en aquell moment el President dels Estats Units. Des de 1990, la flota del President ha estat en dues sèries d'aparells Boeing 747 i Boeing VC-25 adaptats. Aquests avions només reben el nom oficial d'Air Force One quan el President dels Estats Units hi està a bord. De manera col·loquial qualsevol dels dos aparells s'anomenen Air Force One.
La instal·lació militar de les Forces Aèries anomenada Base conjunta Andrews, situada al comtat de Prince George de Maryland, serveix de base pels avions.
Air Force One és un símbol prominent de la presidència dels Estats Units i del seu poder. Aquests aparells es troben entre els més famosos i entre els més fotografiats del món.

## Història
L'11 d'octubre de 1910, el president Theodore Roosevelt va ser el primer president dels Estats Units en volar en un avió a Kinloch Field (prop de Saint Louis, Missouri) tot i que llavors ja no ocupava el càrrec de president.

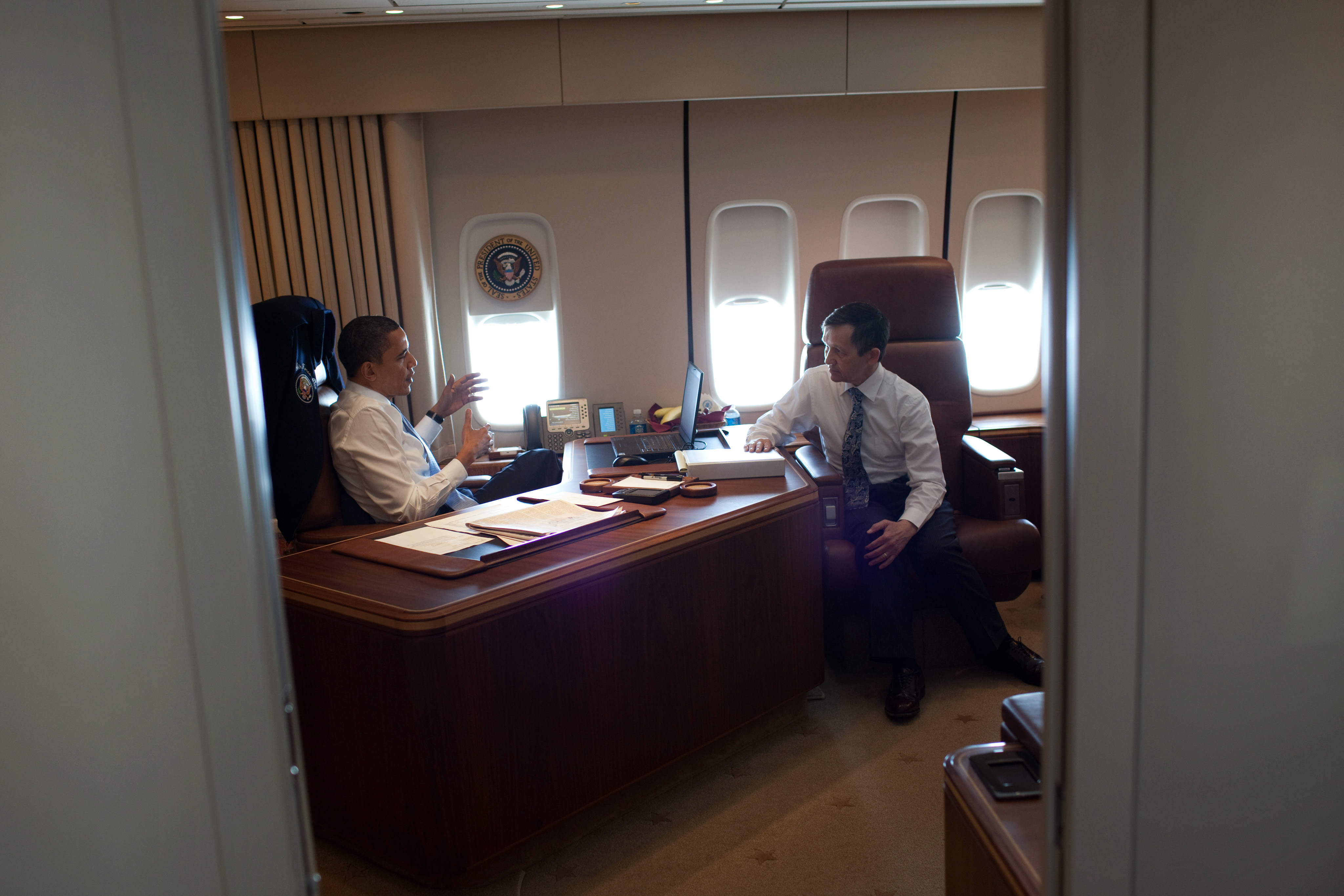
Barack Obama al seu despatx de l'Air Force One.

Fins a la dècada de 1930, amb l'arribada del Douglas DC-3 i de les telecomunicacions sense fils, no es va generalitzar el transport aeri amb avions als Estats Units.Franklin D. Roosevelt va ser el primer president que durant el seu càrrec va utilitzar avions per a desplaçar-se configurats especialment per l'ocasió en 1943 durant la Segona Guerra Mundial, desplaçant-se en un Douglas C-54 Skymaster a la Conferència de Casablanca (Marroc,1943). El viatge en vaixell per l'atlàntic es va descartar pel perill que suposava la presència de submarins alemanys en l'oceà. Amb aquest avió, anomenat Sacred Cow`es desplaçà a la Conferència de Yalta al febrer de 1945. Des de llavors han estat successivament un Boeing 707 SAM 26000 (1962) remodelat per Raymond Loewy a petició de Jacqueline Kennedy, un Boeing 707 SAM 27000 (1972) i dos Boeing 747 VC-25A (1990).